# Platymetopius ferrarii
Platymetopius ferrarii är en insektsart som beskrevs av Haupt 1927. Platymetopius ferrarii ingår i släktet Platymetopius och familjen dvärgstritar. Inga underarter finns listade i Catalogue of Life.